# Oost-, West- en Middelbeers
Oost-, West- en Middelbeers (ook wel gemeente Oostelbeers) is een voormalige Nederlandse gemeente in de provincie Noord-Brabant. Tot de gemeente behoorden Oostelbeers, Westelbeers en Middelbeers (gezamenlijk ook wel "de drie Beerzen"). Ze werd opgericht in 1803 en ging in 1997 op in Oirschot.
Op 1 januari 2006 telden de drie dorpen Oostelbeers, Westelbeers en Middelbeers respectievelijk 1.701, 366 en 4.436 inwoners.

## Etymologie
De naam Beers verwijst naar de riviertjes Groote Beerze en Kleine Beerze, maar hoe die aan hun naam komen is onzeker. Een populaire 'verklaring' wijst op het wapen van de voormalige gemeente. Er staan drie vissen op wat 'baarzen' zouden zijn.

## Geschiedenis
Oostelbeers en Middelbeers kregen in 1334 gemeenterechten van Hertog Jan III van Brabant. Dit toen beschreven gebied bleef zeer lang ongewijzigd. In de Franse tijd werd Westelbeers, dat zich had losgemaakt van de heerlijkheid Hilvarenbeek, bij de gemeente gevoegd. Oost- en Middelbeers behoorden vanouds tot het Kwartier van Kempenland terwijl Westelbeers deel uitmaakte van het Kwartier van Oisterwijk van de Meierij van 's-Hertogenbosch.
In de Tweede Wereldoorlog legden de Duitse bezetters bij Oostelbeers een 'schijnvliegveld' aan om de geallieerden te verwarren. Er stond luchtafweergeschut en er zijn meerdere Engelse jachtvliegtuigen neergeschoten. Op 3 oktober 1944 werd Beers bevrijd door de Canadezen. Op het Doornboomplein te Middelbeers staat een gedenkteken voor de slachtoffers van de oorlog. Op de begraafplaats van Oostelbeers bevinden zich geallieerde oorlogsgraven. 
In 1946 werd in deze gemeente de eerste vrouwelijke burgemeester van Nederland geïnstalleerd, namelijk Truus Smulders-Beliën.
De gemeente had in 1996 een oppervlakte van 41,68 km² en telde 5.565 inwoners. In 1997 werd ze in het kader van de gemeentelijke herindeling van Noord-Brabant opgeheven en toegevoegd aan de gemeente Oirschot.